# Windows 3.1
Windows 3.1x was een vernieuwde versie van Windows 3.0 die in 1992 gelanceerd werd. Windows 3.1 was net als Windows 1.0 en Windows 2.0 gebaseerd op MS-DOS. Windows 3.1 was de vierde versie van Microsoft Windows. Door de populariteit van Windows 3.0 besloot Microsoft om de upgrade naar Windows 3.1 niet gratis aan te bieden.

## Vernieuwingen
Door een aantal nieuwe toevoegingen werd dit een erg succesvolle versie van Windows. Zo werd het voor het eerst het mogelijk om gebruik te maken van een geluidskaart, de SoundBlaster Pro. Ook bevatte de Windows-versie Patience, een computerspel dat jarenlang het meest gespeelde spel is geweest.

### Bestandsbeheer
Bestandsbeheer was zichtbaar verbeterd ten opzichte van Windows 3.0 met multimedia-uitbreidingen, alle multimediafunctionaliteiten die voorheen alleen binnen Windows 3.0 with Multimedia Extensions waren vanaf Windows 3.1 geïntegreerd.

### Internettoegang
Internet Explorer 2 tot en met Internet Explorer 5 waren volledig ondersteund voor Windows 3.1

## Verkoopcijfers
Er werden in de eerste twee maanden al drie miljoen exemplaren verkocht. Ook was het succes te danken aan de populaire tekstverwerker Word en de opkomst van Internet en Internet Explorer. Met Windows 3.1 was het voor bedrijven en organisaties aantrekkelijker om een Windowsomgeving te implementeren, mede door de opkomst van Windows NT Server, dat het opzetten van een domein en bestandsbeheer voor beheerders makkelijker maakte begon het gebruik maken van Windowsprogrammatuur binnen bedrijven interessant te worden, toentertijd domineerde Novell nog de ICT-markt.

## Gebruik in de eenentwintigste eeuw
In november 2015 veroorzaakte een Windows 3.1-computer een storing bij de luchtverkeersleiding. Deze computer werd gebruikt bij het opstijgen en landen om piloten te voorzien van informatie over de zogenoemde Runway Visual Range. Mede door het mistige weer werd besloten vliegtuigen uit voorzorg aan de grond te houden.